# King's Quest VIII: The Mask of Eternity
King's Quest VIII: The Mask of Eternity (En español La búsqueda del rey VIII: La Máscara de la Eternidad) es un videojuego escrito y diseñado por Roberta Williams y dado a conocer en 1998 por Sierra Studios. Esta octava y última entrega de la saga King's Quest para PC abandona el género de aventura gráfica tradicional de todas las entregas anteriores, al combinar los géneros de rol y acción-aventura, junto con un diseño innovador en 3D. En este título como nuevo aspecto tenemos que el personaje principal no es el Rey Graham o algún miembro de su familia sino un humilde campesino del Reino de Daventry llamado Connor. Este fue el último videojuego de Roberta Williams para Sierra On-Line, quien un año más tarde la abandonaría, retirándose de la industria de los videojuegos.

## Argumento
La introducción del juego muestra un extraño templo situado en un reino celestial. En la cima del templo descansa la sagrada Máscara de la Eternidad, símbolo de la luz y el orden. Un extraño personaje aparece, dirige sus manos hacia el sagrado objeto… y se produce una terrible explosión, tras la que la máscara se parte en cinco pedazos que salen disparados en cinco direcciones diferentes.
En el reino de Daventry, tras una extraña tormenta todos los habitantes mortales, incluyendo al Rey Graham y su familia, son convertidos en horribles estatuas de piedra. Todos exceptuando a Connor, a cuyos pies ha aterrizado uno de los cinco pedazos de la máscara. Tu objetivo, como Connor, es recuperar todas las piezas de la máscara y en última instancia salvar al mundo del caos y la oscuridad que el incidente ha desatado. Se trata de un planteamiento simple que denota las pretensiones del juego.
Connor es un hombre de acción, atlético, sociable, sensible y con inquietudes culturales. Durante su aventura ha de explorar siete enormes reinos, a lo largo y ancho de los cuales se enfrenta a multitud de monstruos y a algunos rompecabezas extraños. También conoce algunos personajes que le ayudan o a los que ha de ayudar.

## Recepción
King's Quest: Mask of Eternity fue lanzado recibiendo críticas generalmente positivas, y mixtas (una mejora general sobre las puntuaciones recibidas en el juego anterior, King's Quest VII: The Princeless Bride ). La controversial adición de la mecánica de combate en la franquicia de KQ fue alabada por muchos y criticada por otros. El juego fue una de las aventuras más vendidas de ese año, superando a Grim Fandango 2-a-1. Comentarios para King's Quest: Mask of Eternity tendían a ser positivo, con la mayoría al 70% o más, mientras que muchos estaban por encima del 90%, y solo unos pocos cayeron hasta un 10%. El juego ganó el Juego de aventura del año en Digital Entertainment On-line.
Máscara de la Eternidad fue finalista para el evento de la Computer Gaming World en sus premios del año 1998 a 'mejor aventura', lo que finalmente fue para Grim Fandango y sanatorio (empate). GameSpot y la Academia de Artes y Ciencias Interactivas también nominaron a Mask of Eternity como el mejor juego de aventuras de 1998, pero perdieron estos premios nuevamente ante Grim Fandango. La Academia también lo nominó en la categoría "Logro sobresaliente en el desarrollo de personajes o historia", que fue para Pokémon Rojo y Azul.